# 永兴傣族乡
永兴傣族乡是中华人民共和国云南省楚雄彝族自治州永仁县下辖的一个民族乡。

## 行政区划
永兴傣族乡下辖以下村级行政区划单位：
永兴村、那软村、白马河村、灰坝村、小庄村、干树子村、立溪冬村、马颈子村、迤资村、鱼乍村、昔丙村和拉姑村。